# يوريتسا يركوفيتش
يوريتسا يركوفيتش (بالكرواتية: Jurica Jerković)‏ مواليد 25 فبراير 1950 في سبليت، جمهورية يوغوسلافيا الاشتراكية الاتحادية، هو لاعب كرة قدم كرواتي دولي سابق كان يلعب كلاعب وسط. سبق له أن لعب في كأس العالم لكرة القدم مع منتخب بلاده. لعب خلال مسيرته 495 مباراة سجل خلالها 140 هدفاً.لعب مع منتخب يوغسلافيا لكرة القدم.

## مسيرته الكروية
لعب يوريتسا يركوفيتش خلال مسيرته الاحترافية مع 3 أندية في ثمانية عشر موسمًا وسجل خلالها 125 هدف ضمن 456 مباراة. حيث فاز في خمسة مواسم بالكأس وفي أربعة مواسم بالدوري.
خاض يوريتسا يركوفيتش مسيرته مع نادي هايدوك سبليت في موسم 1968–69 ليلعب معه عشرة مواسم، مشاركًا في 251 مباراة سجل خلالها 71 هدفًا. ثم انتقل إلى نادي زيورخ في موسم 1978–79 ليلعب معه سبعة مواسم، حيث شارك في 205 مباراة سجل خلالها 54 هدفًا. لينتقل بعدها إلى نادي لوغانو في موسم 1985–86 لمدة موسم واحد، لم يشارك في أي مباراة ولم يسجل أي هدف.

## روابط خارجية
- يوريتسا يركوفيتش على موقع الاتحاد الدولي (مؤرشف)  (الإنجليزية)
- يوريتسا يركوفيتش على موقع الاتحاد الأوربي (الإنجليزية)
- يوريتسا يركوفيتش على موقع قاعدة بيانات كرة القدم.إي يو (الإنجليزية)
- يوريتسا يركوفيتش على موقع ناشيونال فوتبول تيمز (الإنجليزية)
- يوريتسا يركوفيتش على موقع عالم كرة القدم.نت (الإنجليزية)